# Headbourne Worthy
Headbourne Worthy (anciennement Worthy Mortimer) est un village et une paroisse civile du Hampshire, en Angleterre. Administrativement, il relève du district de la Cité de Winchester.

## Étymologie
Worthy provient du vieil anglais worþig, désignant une terrain enclos. Ce terme est également à l'origine du nom d'autres villages du Hampshire, comme Kings Worthy ou Martyr Worthy. Le préfixe Headbourne correspond à l'ancien nom d'un cours d'eau et provient également du vieil anglais (hīd « hide » + burna « ruisseau »). Le village est attesté sous le nom Hydeburne Worthy vers 1270.